# St. Michael (Marbeck)
St. Michael ist eine römisch-katholische Kirche in Borken-Marbeck im Kreis Borken, Nordrhein-Westfalen. Sie ist Filialkirche von St. Remigius in Borken. Kirche und Gemeinde gehören zum Dekanat Borken im Bistum Münster.

## Geschichte
Am 23. März 1945 wurde die Remigius-Kirche zerstört. Übergangsweise wurden danach die Sonntagsmessen auf den Bauernhöfen in der Gemeinde Marbeck gefeiert. Man begann mit dem Aufbau einer Notkirche, die am 29. September 1946 eingeweiht werden konnte.
Zum 15. Februar 1949 wurde St. Michael zum Pfarrrektorat erhoben. Der Grundstein zur Michaelskirche wurde am 16. September 1956 gelegt. In der folgenden Zeit wurde die Kirche nach Plänen des Architekten Schäfer in Coesfeld errichtet. Am 29. September 1958 weihte Weihbischof Heinrich Baaken die Michaelskirche. Am 6. Juni 1960 wurden die Glocken geweiht. Die Erhebung zur Pfarrei erfolgte am 2. Februar 1961.
2001 wurde der Chorraum umfassend renoviert und erhielt einen neuen Taufstein. Ausführender Architekt war Nordemann aus Ramsdorf.
Zum 1. Januar 2004 wurde die selbstständige Pfarrei St. Michael von Bischof Reinhard Lettmann aufgelöst und mit St. Remigius fusioniert.

### Pfarrer
1. Carl Hellkuhl (1961–1973), † 1989
2. P. Dr. Servatius Vossen (1973–1990), † 1990
3. Pfr. Konrad Wächter (1990–2004)

Nach der Fusion mit St. Remigius am 1. Januar 2004 feiern die Gemeindemitglieder die meisten Sonntagsmessen mit dem im Pfarrhaus wohnenden Pfarrer em. Hans Ludger.
1. Hans Ludger (2004–heute)

## Ausstattung
Zur Ausstattung zählen eine Madonna der Bildhauerin Gertrud Büscher-Eilert aus Leer Ostendorf, die am 8. Dezember 1948 in der alten Notkirche eingeweiht wurde. Der Kreuzweg von Professor Bauer wurde 1953 in der Notkirche aufgestellt und 1958 in die Michaelskirche übertragen. Die Bilder in den Fenstern zeigen an der Sakristei die drei göttlichen Tugenden Glaube, Hoffnung und Liebe und an der Beichtkapelle den verlorenen Sohn und Maria Magdalena. 1961 wurde der Taufbrunnen fertiggestellt.

### Glocken
- St. Michael „d“
- St. Marien „f“
- Christkönig „g“
- Fatima Buße „a“

### Orgel
1995 wurde in der Kirche eine neue Orgel von Gebrüder Stockmann in Werl mit 19 Registern eingebaut.

## Weitere Gebäude
Das Pfarrhaus von 1948 wird heute von Pfarrer em. Hans Ludger mit seiner Haushälterin bewohnt.
Die Engelradingschule wurde am 12. April 1951 eingeweiht.
Die Friedhofskapelle entstand in den 1950er Jahren nach Plänen von Hans Wehrenberger. Am 16. April 1954 wurde sie eingeweiht. 1955 erhielt sie Fenster mit dem Motiv Das Samenkorn muss sterben nach Entwürfen von Professor Baur. 
Das Kriegerdenkmal zeigt eine Michaelsfigur und wurde vom Bildhauer Bücker aus Velen bei Beckum geschaffen. Der Künstler ließ sich von der Figur Der Geistkämpfer von Ernst Barlach inspirieren, so dass sich die Kunstwerke ähnlich sind. Am 18. Mai 1958 wurde es eingeweiht und später von Georg Weddeling mit Kupferblech verkleidet.
Der Kindergarten St. Michael konnte am 17. Juli 1972 eingeweiht werden.
Die alte Notkirche ist heute das Jugenheim von Marbeck. In diesem finden verschiedene Veranstaltungen statt und Gemeindemitglieder können das Jugendheim auch als Raum für private Veranstaltungen mieten. 